# فرودگاه دور لیک
فرودگاه دور لیک (به انگلیسی: Dore Lake Airport) یک فرودگاه همگانی است که یک باند فرود چمن دارد و طول باند آن ۹۱۴ متر است. این فرودگاه در کشور کانادا قرار دارد و در ارتفاع ۴۷۷ متری از سطح دریا واقع شده‌است.